# Wiktor Iwanowitsch Grigorowitsch

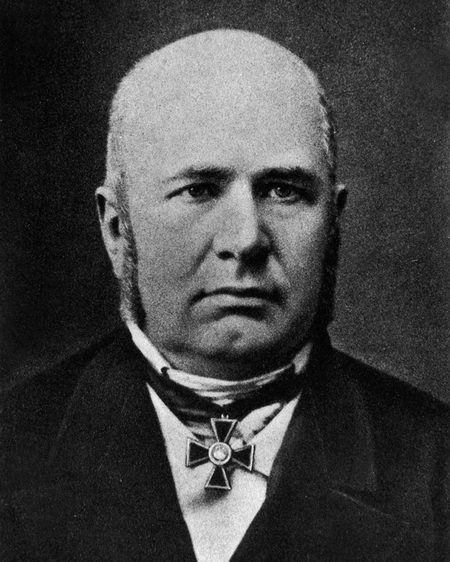
Wiktor Iwanowitsch Grigorowitsch

Wiktor Iwanowitsch Grigorowitsch (ukrainisch Віктор Іванович Григорович/ Wiktor Iwanowytsch Hryhorowytsch, russisch Виктор Иванович Григорович; * 30. Apriljul. / 12. Mai 1815greg., Balta, Gouvernement Podolien, Russisches Kaiserreich; † 19. Dezemberjul. / 31. Dezember 1876greg. Jelisawetgrad, Gouvernement Cherson, Russisches Kaiserreich) war ein ukrainischer Historiker und Slawist. Er lehrte in Kasan, Moskau und Odessa und erwarb sich große Verdienste bei der Erforschung früher altslawischer Handschriften.

## Leben
Wiktor Iwanowitsch Grigorowitsch wurde 1815 als Sohn eines ukrainischen Vaters und einer polnischen Mutter in Balta im damaligen Gouvernement Podolien geboren.
Er studierte Geschichte 1834 bis 1839 an der Kaiserlichen Universität Dorpat und lehrte seit 1839 slawische Geschichte und Literatur an der Universität in Kasan.
Zwischen 1845 und 1847 unternahm er umfangreiche Studienreisen in den europäischen Teil des Osmanischen Reiches. Die Reise startet am 24. April 1845 in Konstantinopel und verlief über Thessaloniki, Berg Athos, Voden, Bitola, Ohrid, Struga, Veles, Štip, Strumica, Petritsch, Serres, Melnik, Rila-Kloster, Sofia, Ichtiman, Plowdiw, Karlowo, Kalofer, Kasanlak, Gabrowo, Tarnowo, Swischtow und Rousse. Auf seine Reise erforschte Grigorowitsch die Ethnographie, Geschichte und Sprache der Bevölkerung, sammelte wertvolle mittelalterliche Schriftdenkmäler, sprach mit prominenten Persönlichkeiten des öffentlichen Lebens. Besonders wertvoll und detailliert sind seine Informationen über die Gebiete der spätere Vilâyets Manastır und Saloniki – über die ethnodemografische Zusammensetzung der Bevölkerung dort und die Topographie. Von dieser Reise brachte er in das russische Reich einige Handschriften, darunter das Codex Marianus, die Rila-Blätter, das Evangelium Achridanum, der Chludow-Psalter und das Grigorowitsch-Blatt mit, die noch heute in Russland sind. Nach dieser zweieinhalbjährigen Reise veröffentlichte er seine Aufzeichnungen als Bericht über eine Reise in die europäische Türkei (aus dem Russischen: russisch Очерк путешествия по Европейской Турции, 1848). 
Von 1848 bis 1849 lehrte er in Moskau. Danach kehrte er nach Kasan zurück. 1851 wurde er Korrespondierendes Mitglied der Russischen Akademie der Wissenschaften in St. Petersburg.
1865 wurde er Professor für Slawistik an der Neurussland-Universität in Odessa und der erste Dekan der Historisch-Philologischen Fakultät.
1876 starb er in Elisabethgrad (heute Kropywnyzkyj) im damaligen Gouvernement Cherson (heute ukrainische Oblast Odessa).